# Robert Eggers
Robert Houston Eggers, conocido como Robert Eggers (Nueva York, 7 de julio de 1983), es un director de cine, guionista y diseñador de producción estadounidense. Es conocido por sus aclamadas películas La bruja (2015), El faro (2019), El hombre del norte (2022) y Nosferatu (2024). Sus películas se destacan por sus elementos folclóricos y mitológicos, así como por sus denodados esfuerzos por garantizar la autenticidad histórica. 

## Biografía
Eggers nació en la ciudad de Nueva York en 1983, hijo de Kelly Houston. Eggers no sabe quién es su padre biológico.  Poco después, él y su madre se mudaron a Laramie, Wyoming, donde su madre conoció y se casó con Walter Eggers, con quien tuvo gemelos, Max y Sam. Luego, la familia se mudó a Lee, New Hampshire, en 1990, cuando su padrastro se convirtió en rector de la Universidad de New Hampshire .   Se mudó a la ciudad de Nueva York en 2001 para asistir a la Academia Estadounidense de Música y Drama.  Allí, en el centro de Nueva York, se interesaría por el diseño, la dirección y el teatro. Además, mostraría interés por el cine, dirigiendo y diseñando cortometrajes, antes de llegar a lo grande. 
Eggers se inspiró en su infancia en Nueva Inglaterra y visitó con frecuencia la plantación Plimoth en Massachusetts, mientras escribía su primer largometraje. 
Eggers está casado con Alexandra Shaker, una psicóloga clínica a la que conoce desde la infancia.  Tienen un hijo, Houston.  Residen en Brooklyn, Nueva York. 

## Trayectoria profesional
Eggers comenzó su carrera como diseñador y director de producciones teatrales en Nueva York antes de pasar a trabajar en el cine.  En 2015, Eggers hizo su debut como director con la película de terror The Witch, basada en su propio guion y protagonizada por Anya Taylor-Joy. La película se estrenó en el Festival de Cine de Sundance 2015 el 27 de enero de 2015. A24 adquirió la película y la estrenó en cines el 19 de febrero de 2016. La recepción de la crítica fue muy positiva y la película recaudó más de 40 millones de dólares con un presupuesto de 4 millones de dólares. 
Su siguiente película, The Lighthouse (2019), también una pieza de época, fue aclamada por la crítica. Eggers dirigió la película y coescribió el guion con su hermano, Max Eggers, y está protagonizada por Robert Pattinson y Willem Dafoe. 
En 2022, se estrenó la película épica vikinga de Eggers, The Northman, inspirada en Amleth, protagonizada por Alexander Skarsgård, Nicole Kidman, Anya Taylor-Joy, Ethan Hawke, Björk y Willem Dafoe. 
En julio de 2015, se informó que Eggers escribiría y dirigiría una nueva versión de la película muda de 1922 Nosferatu, basada en la mitología de Drácula. La película iba a ser producida por Jay Van Hoy y Lars Knudsen para Studio 8.  En noviembre de 2016, Eggers expresó su sorpresa de que el remake de Nosferatu fuera su segunda película y dijo: "Se siente feo, blasfemo, ególatra y repugnante que un cineasta en mi lugar haga Nosferatu a continuación. Realmente estaba planeando esperar un rato"., pero así fue como el destino se desplomó." Eggers había dirigido previamente la representación de la obra Nosferatu en su escuela secundaria y fue contratado para dirigir una versión profesional de la obra debido a su trabajo. Eggers acreditó esto como el evento que lo inspiró a seguir una carrera en el cine.  Eggers finalmente optó por retrasar su versión de la película y pasó a dirigir The Lighthouse y The Northman primero. En septiembre de 2022, se informó que la película estaría protagonizada por Bill Skarsgård en el papel principal junto a Lily-Rose Depp y Nicholas Hoult. Nosferatu es su cuarta película. 
Eggers actualmente está desarrollando una miniserie basada en la vida de Rasputín.  También ha desarrollado una película medieval llamada The Knight, que aún no se ha producido. 

## Influencias y estilo
Eggers ha citado la película de terror expresionista alemana de 1922 Nosferatu y el documental de 1983 From Star Wars to Jedi: The Making of a Saga como sus mayores influencias, películas que lo inspiraron a convertirse en cineasta.  En una entrevista de 2014 con Filmmaker, Eggers describió los cuentos de hadas, los cuentos populares, la religión comparada y la mitología como sus principales intereses;  sus películas se caracterizan, como era de esperar, por sus elementos folclóricos, mitológicos e históricos.

## Filmografía

### Largometrajes
| Año  | Película       | Acreditado como | Acreditado como | Acreditado como | Ref.   |
| Año  | Película       | Director        | Guionista       | Productor       | Ref.   |
| ---- | -------------- | --------------- | --------------- | --------------- | ------ |
| 2015 | The Witch      | Sí              | Sí              | No              | [ 3 ]  |
| 2019 | The Lighthouse | Sí              | Sí              | Sí              | [ 12 ] |
| 2022 | The Northman   | Sí              | Sí              | Sí              | [ 13 ] |
| 2024 | Nosferatu      | Sí              | Sí              | Sí              | [ 22 ] |

### Cortometrajes
| Año  | Filme               | Acreditado como | Acreditado como |
| Año  | Filme               | Director        | Escritor        |
| ---- | ------------------- | --------------- | --------------- |
| 2007 | Hansel and Gretel   | Sí              | Sí              |
| 2008 | The Tell-Tale Heart | Sí              | Sí              |
| 2015 | Brothers            | Sí              | Sí              |

## Recepción
| Año  | Película       | Rotten Tomatoes | Metacritic | Presupuesto     | Box office      |
| ---- | -------------- | --------------- | ---------- | --------------- | --------------- |
| 2015 | The Witch      | 91% (7.8/10)    | 84         | $4 millones     | $40.4 millones  |
| 2019 | The Lighthouse | 90% (8.0/10)    | 83         | $11 millones    | $18.3 millones  |
| 2022 | The Northman   | 90% (7.7/10)    | 82         | $70–90 millones | $69.4 millones  |
| 2024 | Nosferatu      | 85% (8.0/10)    | 80         | $50 millones    | $172.2 millones |

## Premios y distinciones
Festival Internacional de Cine de Cannes
| Año  | Categoría        | Película | Resultado | Ref.   |
| ---- | ---------------- | -------- | --------- | ------ |
| 2019 | Premios FIPRESCI | El faro  | Ganador   | [ 36 ] |